# 灰暗準海鯰
灰暗準海鯰為輻鰭魚綱鯰形目準海鯰科的其中一種，為熱帶淡水魚，分布於非洲馬達加斯加東部淡水流域，體長可達22.1公分，棲息在底層水域，生活習性不明。